# Galeodidae
Galeodidae vormen een familie van spinachtigen die behoren tot de orde rolspinnen (Solifugae).

## Naam en indeling
De wetenschappelijke naam van de groep werd voor het eerst voorgesteld door Carl Jakob Sundevall in 1833. De familie wordt verdeeld in 208 soorten en negen geslachten. Onderstaand een lijst van de geslachten volgens Solifuges of the World.
- Geslacht Galeodes
- Geslacht Paragaleodes
- Geslacht Galeodopsis
- Geslacht Othoes
- Geslacht Galeodumus
- Geslacht Gluviema
- Geslacht Paragaleodiscus
- Geslacht Roeweriscus
- Geslacht Zombis

## Verspreidingsgebied
De vertegenwoordigers van de familie komen voor in delen van noordelijk Afrika, het Midden-Oosten en Azië.